# Mente en cuero
Mente en Cuero es el segundo disco de estudio de la banda argentina de rock La Cruda, lanzado en el año 2006.
La grabación del disco comenzó en septiembre de 2004 en el estudio "Santito" de Capital Federal, fue masterizado por Mario Breuer y Eduardo Bergallo con los servicios de Uriel Dorfman y Juanjo Burgos como ingenieros de grabación. Las voces y overdubs fueron grabadas en el estudio "El Pote" de Santa Fe, con Ramiro Genevois y Alejandro Ortíz como asistentes. Mientras que la producción artística, arte y diseño gráfico del disco estuvieron a cargo de Rodrigo "Negro" González y Leo Moscovich, vocalista y guitarrista de la banda respectivamente.
Mente en Cuero es el primer trabajo discográfico de La Cruda sin Tristán Ulla, guitarrista y miembro fundador, en la formación; en su reemplazo durante la producción del disco se reclutó a Cristian "Matt Hungo" Deicas, quien más tarde dejó su lugar a Conrado "Pipo" Licheri que integró la banda hasta el impasse del año 2007. El disco se compone de catorce temas propios que recorren diversos matices dentro de los géneros que caracterizan a la banda: el hard rock y el grunge.
Tres cortes de difusión fueron lanzados para promocionar el disco: "La Conexión Delirada", "Comarca en Paz" y "Corazón Umbilical". Las dos primeras canciones tienen videoclip, los cuales rotaron en la programación de los canales de música más importantes del país en ese momento MTV, MuchMusic y Rock & Pop TV. La canción "Cruce Hormonal" también contó con un videoclip, aunque de menor difusión.

## Lista de canciones
1. Tiempo en Reversa
2. Cruce Hormonal
3. La Conexión Delirada
4. Humanidad
5. Mente en Cuero
6. Corazón Umbilical
7. Comarca en Paz
8. Jupiter
9. Se Huele
10. Ángel Negro
11. La Voz del Limbo
12. Hienas
13. Smokerzz Friends
14. El Octavo Intento

## Personal
- Rodrigo "Negro" González - Voz
- Martín Zaragozi - Bajo
- Leonardo Moscovich - Guitarra y coros
- Cristian "Matt Hungo" Deicas - Guitarra / Conrado "Pipo" Licheri - Guitarra
- Javier "Mono" Farelli - Batería

- Datos: Q6010335